# Franjo Petrak
Franjo Petrak, aussi appelé Ivan Petrak, né le 19 novembre 1911 à Zagreb (Autriche-Hongrie) et mort en 1978 à Porto (Portugal), est un footballeur international yougoslave.

## Biographie
Petrak joue initialement au poste de milieu de terrain (« demi »), côté gauche. Il est décrit comme un excellent meneur de jeu et un bon tireur, rapide et capable de jouer des deux pieds. Il devient par la suite un brillant attaquant, au poste d'inter.  
Il commence sa carrière vers 1929 au NK Hajduk de Split. De 1932 à 1935, il joue au HAŠK Zagreb. 
Entre juin 1934 et 1935, il est sélectionné à six reprises en équipe nationale. Son premier match est une victoire sur le Brésil (8-4), au cours de laquelle il marque son premier et seul but avec la sélection. Il joue ensuite contre la Pologne, la Tchécolovaquie, la Grèce, la Bulgarie et la Roumanie,. Il vient aussi à Paris avec la sélection pour un match contre la France ; resté remplaçant, il fait connaissance avec son futur coéquipier René Llense à cette occasion. 
En 1935, il part à l'étranger, d'abord en Suisse aux Young Boys de Berne, puis en championnat de France, au FC Sète en 1936-1937,. Il est transféré à l'AS Cannes en 1937-1938, puis à l'Excelsior AC en 1938-1939,. En France, il joue alors plus souvent au poste d'inter (attaquant) et inscrit notamment 23 buts avec Cannes, ce qui lui fait de lui le 4e meilleur buteur du championnat en 1937-1938.
En décembre 1939, il signe au FC Porto, au Portugal, où il forme avec son compatriote Slavko Kodrnja un redoutable duo d'attaque. L'équipe remporte le championnat en 1940, Petrak inscrivant 14 ou 15 réalisations en 15 matchs. Porto termine 2e la saison suivante. En 1941, Petrak signe à Estoril-Praia, avec lequel il remporte le championnat de deuxième division en 1942 et 1944, et dispute la finale de la Coupe du Portugal en 1944. Il semble y arrêter sa carrière en 1945. Il meurt à Porto en 1978.

## Palmarès
- Champion du Portugal : 1940 (FC Porto)

## Statistiques
| Saison    | Club           | Championnat | Championnat | Championnat | Coupe(s) nationale(s) | Coupe(s) nationale(s) | Total | Total |
| Saison    | Club           | Division    | M.          | B.          | M.                    | B.                    | M.    | B.    |
| 1929      | Hajduk Split   | D1          | -           | -           | -                     | -                     | 0     | 0     |
| 1930      | Hajduk Split   | D1          | -           | -           | -                     | -                     | 0     | 0     |
| 1931      | Hajduk Split   | D1          | -           | -           | -                     | -                     | 0     | 0     |
| 1932      | HAŠK Zagreb    | D1          | -           | -           | -                     | -                     | 0     | 0     |
| 1933      | HAŠK Zagreb    | D1          | -           | -           | -                     | -                     | 0     | 0     |
| 1934      | HAŠK Zagreb    | D1          | -           | -           | -                     | -                     | 0     | 0     |
| 1935      | HAŠK Zagreb    | D1          | -           | -           | -                     | -                     | 0     | 0     |
| 1935-1936 | BSC Young Boys | D1          | -           | -           | -                     | -                     | 0     | 0     |
| 1936-1937 | FC Sète        | D1          | -           | -           | -                     | -                     | 0     | 0     |
| 1937-1938 | AS Cannes      | D1          | 30          | 23          | 4                     | 5                     | 34    | 28    |
| 1938-1939 | Excelsior AC   | D1          | -           | -           | -                     | -                     | 0     | 0     |
| 1939-1940 | FC Porto       | D1          | 15          | 15          | 7                     | 5                     | 22    | 20    |
| 1940-1941 | FC Porto       | D1          | 10          | 7           | 1                     | 0                     | 11    | 7     |
| 1941-1942 | Estoril-Praia  | D2          | -           | -           | -                     | -                     | 0     | 0     |
| 1942-1943 | Estoril-Praia  | D1          | -           | -           | -                     | -                     | 0     | 0     |
| 1943-1944 | Estoril-Praia  | D2          | -           | -           | -                     | -                     | 0     | 0     |
| 1944-1945 | Estoril-Praia  | D1          | -           | -           | -                     | -                     | 0     | 0     |